# Leiolepis boehmei
Espèce
Leiolepis boehmei est une espèce de sauriens de la famille des Agamidae. C'est le plus petit des agames-papillons (Leiolepis) : sa LMC ou « longueur du museau au cloaque » (longueur du corps d'un animal queue non comprise) peut atteindre 126 mm.

## Répartition
Cette espèce est endémique du Sud de la Thaïlande. Il vit dans les forêts claires des plaines sablonneuses côtières.

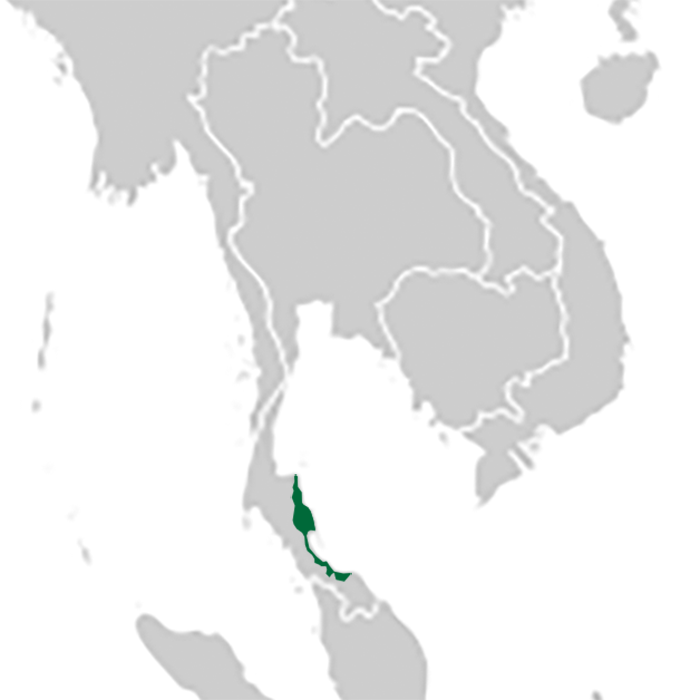
Répartition de l'agame-papillon Leiolepis boehmei

## Étymologie
Cette espèce est nommée en l'honneur de Wolfgang Böhme.

## Description
Ses flancs sont vivement colorés, présentant des zones de noir et de jaune (ou d'orange), comme les ailes d'un papillon.
Il se nourrit principalement de plantes basses mais on pense qu'il mange aussi des crabes et des insectes.
Cette espèce est ovipare.

## Publication originale
- Darevsky & Kupriyanova, 1993 : Two new all-female lizard species of the genus Leiolepis Cuvier, 1829 from Thailand and Vietnam (Squamata: Sauria: Uromastycinae). Herpetozoa,  vol. 6, no 1/2, p. 3-20 (texte intégral).